# Colletes mexicanus
Colletes mexicanus är en biart som beskrevs av Cresson 1868. Colletes mexicanus ingår i släktet sidenbin, och familjen korttungebin. Inga underarter finns listade i Catalogue of Life.